# Carl Wery
Carl Sebastian Martin Wery, de son nom complet Wery de Lemans (né le 7 août 1897 à Trostberg, mort le 14 mars 1975 à Munich), est un acteur allemand.

## Biographie
Issu d'une famille de fonctionnaire d'origine huguenote, après son abitur, il suit une formation commerciale puis travaille dans une entreprise du secteur du bois. Mais alors qu'il avait pris des cours de comédie, il veut se donner une carrière. Il prend des cours privés auprès de Fritz Ulmer et fait ses débuts en 1929 au théâtre de Bielefeld. Il est ensuite engagé deux ans à Münster puis arrive à Berlin en 1932 au Renaissance-Theater et au Schillertheater. En 1934, il vient au Kammerspiele de Munich et reste jusqu'en 1948.
En 1932, il obtient son premier rôle au cinéma. Longtemps il ne donne pas la priorité à cette carrière. Après la Seconde Guerre mondiale, il a ses premiers grands rôles, souvent en collaboration avec son épouse, l'auteur Erna Fentsch (de). L'homme au visage ridé est le candidat idéal pour les caractères difficiles.
Dans C'est arrivé le 20 juillet, il est le général Friedrich Fromm. Il a le rôle-titre de Der Meineidbauer et de Sebastian Kneipp dans le film biographique (de). Dans Les Diables verts de Monte Cassino, il est encore un général.
En 1960, il forme un couple avec Annie Rosar dans Et l'amour pend au gibet. Il montre ses compétences comiques dans Lausbubengeschichten (de). Il se retire ensuite du métier d'acteur pour des raisons de santé.

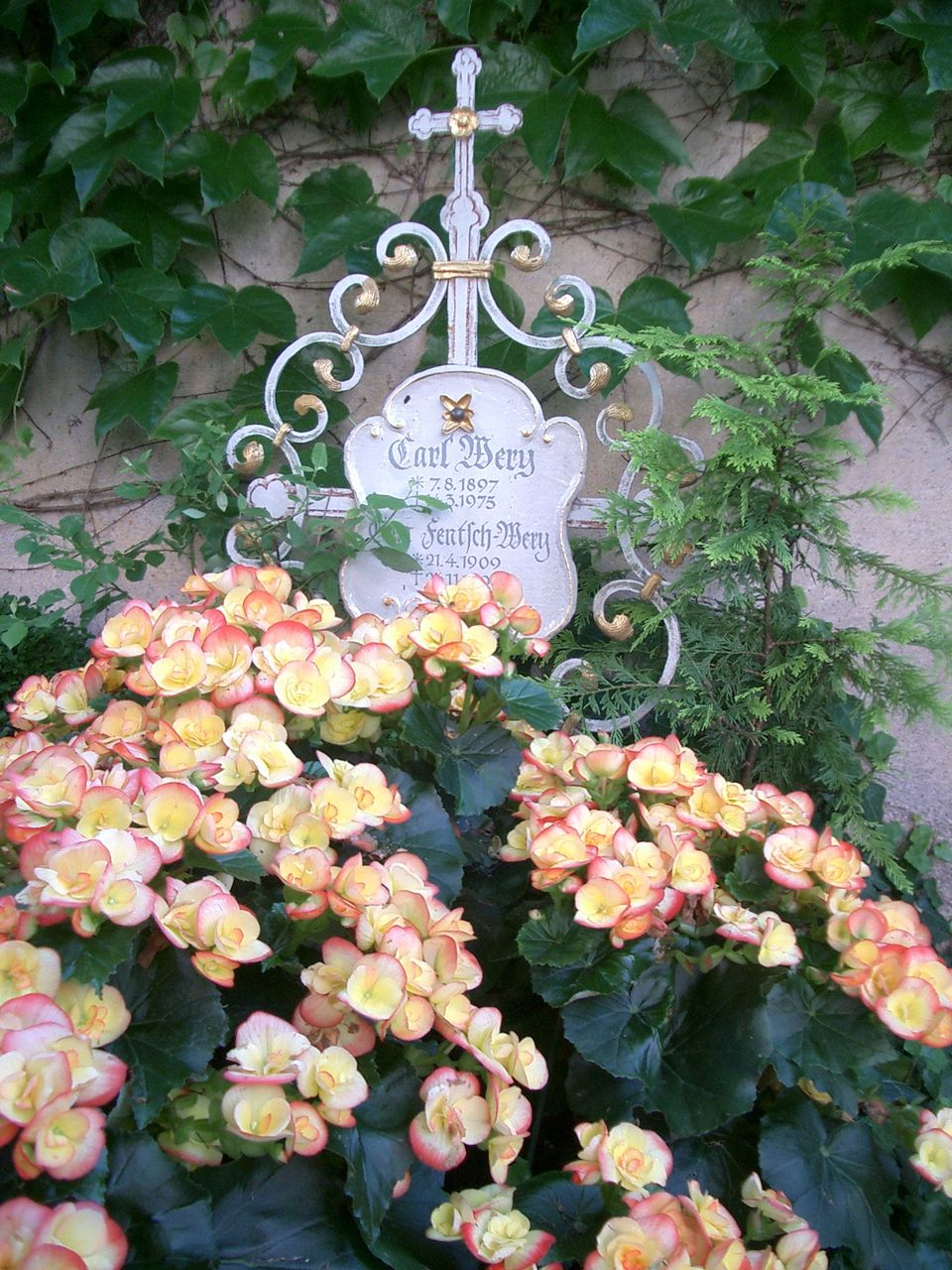
Sépulture.

Par ailleurs, il joue à partir de 1947 dans des pièces radiophoniques, principalement pour la Bayerischer Rundfunk. I est inhumé au cimetière de Bogenhausen.

## Filmographie
- 1933 : Keinen Tag ohne Dich
- 1933 : Anna und Elisabeth
- 1933 : Drei Kaiserjäger
- 1935 : Königswalzer
- 1939 : Drame à Canitoga (de)
- 1939 : Fasching
- 1939 : Gold in New Frisco
- 1939 : Der ewige Quell
- 1940 : Weltraumschiff I startet
- 1940 : Feinde (de)
- 1940 : Was will Brigitte?
- 1941 : Venus vor Gericht
- 1941 : Kameraden
- 1941 : Der verkaufte Großvater
- 1942 : Kleine Residenz
- 1945 : Via Mala
- 1948 : Frau Holle
- 1949 : Tromba
- 1949 : Das Tor zum Paradies
- 1951 : Dr. Holl
- 1951 : Barbe-Bleue
- 1951 : In München steht ein Hofbräuhaus (de)
- 1951 : La Dernière ordonnance
- 1952 : Heidi
- 1952 : Die große Versuchung
- 1952 : Hab' Sonne im Herzen
- 1953 : L'amour n'est pas un jeu (Ein Herz spielt falsch) de Rudolf Jugert
- 1953 : Ave Maria
- 1953 : Liebeserwachen
- 1953 : Hochzeitsglocken
- 1954 : Konsul Strotthoff
- 1954 : Columbus entdeckt Krähwinkel
- 1954 : Bruder Martin (de)
- 1954 : Heidi et Pierre
- 1955 : C'est arrivé le 20 juillet : Friedrich Fromm
- 1955 : San Salvatore (de)
- 1956 : Des roses pour Bettina
- 1956 : Nina
- 1956 : Der Meineidbauer
- 1956 : Ohne Dich wird es Nacht
- 1956 : Schwarzwaldmelodie
- 1956 : Facteur en jupons
- 1957 : Der Bauerndoktor von Bayrischzell
- 1957 : Ein Amerikaner in Salzburg
- 1957 : Meine schöne Mama
- 1957 : Die Panne
- 1958 : Les Diables verts de Monte Cassino
- 1958 : Der Elefant im Porzellanladen
- 1958 : Nackt wie Gott sie schuf
- 1958 : Sebastian Kneipp (de)
- 1959 : Cour martiale
- 1959 : Arzt aus Leidenschaft
- 1959 : Ein Sommer, den man nie vergißt
- 1960 : Der Tod im Apfelbaum
- 1960 : Stefanie in Rio
- 1960 : Et l'amour pend au gibet
- 1960 : Ein Weihnachtslied in Prosa oder Eine Geistergeschichte zum Christfest (TV)
- 1960 : Heimweh nach dir, mein grünes Tal (de)
- 1960 : Frau Irene Besser (de)
- 1961 : Sissi 63 (en)
- 1962 : Der Pastor mit der Jazztrompete (de)
- 1964 : Lausbubengeschichten (de)
- 1965 : Tante Frieda – Neue Lausbubengeschichten (de)